# Sukur"jaun
Il Sukur"jaun (in russo Сукуръяун?) è un fiume della Russia siberiana occidentale, affluente di destra del Tromʺëgan (bacino idrografico dell'Ob'). Scorre nel Surgutskij rajon del Circondario autonomo degli Chanty-Mansi-Jugra.
Il fiume ha origine negli Uvali siberiani in una zona paludosa ricca di laghi. Scorre in direzione sud-orientale e sfocia nel Tromʺëgan a 304 km dalla foce. La lunghezza del fiume è di 173 km, il bacino imbrifero è di 1 540 km².